# Anthurium basirotundum
Anthurium basirotundum Croat, 1991 è una pianta della famiglia delle Aracee, endemica del Perù.